# Poecilocalyx
Poecilocalyx är ett släkte av måreväxter. Poecilocalyx ingår i familjen måreväxter.
Kladogram enligt Catalogue of Life:
| Poecilocalyx | \| \| Poecilocalyx crystallinus \| \| \| \| \| \| Poecilocalyx schumannii \| \| \| \| \| \| Poecilocalyx setiflorus \| \| \| \| \| \| Poecilocalyx stipulosa \| \| \| \| |
|              | \| \| Poecilocalyx crystallinus \| \| \| \| \| \| Poecilocalyx schumannii \| \| \| \| \| \| Poecilocalyx setiflorus \| \| \| \| \| \| Poecilocalyx stipulosa \| \| \| \| |
|              | Poecilocalyx crystallinus |
|              | |
|              | Poecilocalyx schumannii |
|              | |
|              | Poecilocalyx setiflorus |
|              | |
|              | Poecilocalyx stipulosa |
|              | |